# Helge Lindgren
Helge Otto Torkil Lindgren, född 7 juli 1895 i Halmstads församling i Hallands län, död 27 juni 1982 i Sankt Görans församling i Stockholm, var en svensk silversmed, målare och direktör.
Helge Lindgren var son till bankkamrer Otto Lindgren och Hilda Mårtensson och från 1926 gift med Margareta Waldenström. Efter utbildning vid Althins målarskola 1915–1917 anställdes han vid AB Hovjuvelerare K Anderson 1917, blev disponent där 1933 och var verkställande direktör där 1934–1963.
Han bedrev konst- och branschstudier i USA, Tyskland, England, Frankrike, Italien och Österrike 1919–1923, komp silver och målar, hade utställningar i Sverige och utlandet. Hans bildkonst består av porträtt och landskapsskildringar. Han är representerad vid Nationalmuseum i Stockholm och Örebro läns museum.
Helge Lindgren gifte sig 1926 med Margaretha Waldenström (1906–2006), efter skilsmässa 1943 gifte de om sig med varandra 1952. En son till paret, konstnären Bo Lindgren (1935–1991), var gift med författaren Barbro Lindgren.
Bland hans noterbara arbeten märks budkavlen Kungens stafett utförd i guld elfenben och emalj till Gustaf V 80-årsdag 1938 samt Stockholmsloppets pokal i silver. Hans konst består huvudsakligen av silver och guldföremål men han har även målat porträtt och landskap i olja. Lindgren är representerad med en silverkanna vid Nationalmuseum i Stockholm.  